# Tears in Heaven
«Tears in Heaven» — песня, сочинённая Эриком Клэптоном и Уиллом Дженнингсом в 1991 году. Впервые прозвучала в саундтреке к кинофильму «Кайф». Темой песни была боль от утраты, которую пережил Клэптон после гибели своего четырёхлетнего сына. 20 марта 1991 года Конор выпал из окна высотки в Нью-Йорке, квартира принадлежала другу матери музыканта. Клэптон прибыл в апартаменты вскоре после несчастного случая. «Tears in Heaven» является одной из самых успешных песен в карьере Клэптона — она достигла второй строчки в чарте Billboard Hot 100 и лидировала в течение трёх недель в хит-параде Hot Adult Contemporary Tracks.

## История создания
Дженнингс, который помогал Клэптону в написании песни, вначале отказывался работать с ним над таким личным материалом. Первоначально песня прозвучала в кинофильме «Кайф», после чего была исполнена на легендарном альбоме Unplugged — завоевав три премии «Грэмми» в номинациях: «Песня года», «Запись года» и «Лучшее мужское вокальное поп-исполнение». Также она завоевала награду MTV Video Music Award за «Лучшее мужское видео» в 1992 году.
Клэптон перестал исполнять эту песню в 2004 году, наряду с «My Father’s Eyes», заявив: «Сейчас я не испытываю того чувства утраты, которое является неотъемлемой частью этих песен. Я должен вновь слиться с эмоциями, которыми были наполнены эти песни, в момент когда я их написал. Кажется, они исчезли, и я действительно не хочу, чтобы они вернулись вновь. Моя жизнь изменилась. Наверное, песням просто нужно отдохнуть, и, возможно, я найду способ, чтобы эти песни можно было интерпретировать по-новому, гораздо большим количеством вариантов». В итоге Клэптон вновь вернулся к этим песням на своих гастролях 2013 года.
Вскоре после издания сингла Клэптон отыграл серию концертов MTV Unplugged, где записал новую версию песни.

## Хит-парады
| Хит-парад (1992)                           | Высшая позиция |
| ------------------------------------------ | -------------- |
| Австралия (ARIA)                           | 37             |
| Австрия (Ö3 Austria Top 40)                | 10             |
| Canadian Top Singles (RPM)                 | 1              |
| Canadian Adult Contemporary (RPM)          | 1              |
| Германия (GfK)                             | 42             |
| Ireland (Irish Recorded Music Association) | 1              |
| Нидерланды (Single Top 100)                | 13             |
| Новая Зеландия (Recorded Music NZ)         | 1              |
| Швеция (Sverigetopplistan)                 | 24             |
| Швейцария (Schweizer Hitparade)            | 7              |
| Великобритания (OCC UK Singles)            | 5              |
| США (Billboard Adult Contemporary)         | 1              |
| США (Billboard Hot 100)                    | 2              |

| Регион | Сертификация | Продажи    |
| --- | ------------ | ---------- |
| Австралия (ARIA) | Золотой      | 35 000^    |
| США (RIAA) | Платиновый   | 1,500,000^ |
| * Данные о продажах приведены только на основе сертификации. ^ Данные о тиражах приведены только на основе сертификации. |              |            |